# Premier Division de la Liga de Irlanda 2015
La Premier Division de la Liga de Irlanda 2015 fue la 95.ª temporada de la Premier Division. La temporada comenzó el 6 de marzo y finalizó el 30 de octubre. El Dundalk conquistó su decimoprimer título de liga

## Sistema de competición
Los 12 equipos participantes juegan entre sí todos contra todos dos veces totalizando 33 partidos cada uno. Al término de la jornada 33, el primer clasificado obtuvo un cupo para la segunda ronda de la Liga de Campeones 2016-17, mientras que el segundo y tercer clasificado obtuvieron un cupo para la primera ronda de la Liga Europa de la UEFA 2016-17. Por otro lado, el último clasificado descendió a la Primera División 2016, mientras que el penúltimo clasificado jugó el Play-off de relegación contra el ganador de la primera ronda de play-offs de la Primera División 2015, para determinar cual de los equipos jugará en la Premier Division 2016.
Un tercer cupo para la primera ronda de la Liga Europa de la UEFA 2016-17 será asignado al campeón de la Copa de Irlanda.

## Premier Division
Los siguientes doce clubes participan en la Premier Division durante la temporada 2015.
| Club                   | Ciudad   | Estadio           | Capacidad |
| ---------------------- | -------- | ----------------- | --------- |
| Bohemians              | Dublín   | Dalymount Park    | 7.000     |
| Bray Wanderers         | Bray     | Carlisle Grounds  | 6.250     |
| Cork City              | Cork     | Turners Cross     | 7.600     |
| Derry City             | Derry    | Brandywell        | 7.500     |
| Drogheda United        | Drogheda | Hunky Dorys Park  | 2.000     |
| Dundalk                | Dundalk  | Oriel Park        | 5.500     |
| Galway                 | Galway   | Eamonn Deacy Park | 5.000     |
| Limerick               | Limerick | Thomond Park      | 26.500    |
| Longford Town          | Longford | Flancare Park     | 6.850     |
| Shamrock Rovers        | Dublín   | Tallaght Stadium  | 8.600     |
| Sligo Rovers           | Sligo    | The Showgrounds   | 5.500     |
| St. Patrick's Athletic | Dublín   | Richmond Park     | 5.340     |

## Tabla de posiciones
| Pos. | Equipo                 | Pts. | PJ | G  | E  | P  | GF | GC | Dif. | Clasificación 2016–17                 |
| ---- | ---------------------- | ---- | -- | -- | -- | -- | -- | -- | ---- | ------------------------------------- |
| 1    | Dundalk (C)            | 78   | 33 | 23 | 9  | 1  | 78 | 23 | +55  | Primera ronda de la Liga de Campeones |
| 2    | Cork City              | 67   | 33 | 19 | 10 | 4  | 57 | 25 | +32  | Primera ronda de la Liga Europea      |
| 3    | Shamrock Rovers        | 65   | 33 | 18 | 11 | 4  | 56 | 27 | +29  | Primera ronda de la Liga Europea      |
| 4    | St. Patrick's Athletic | 58   | 33 | 18 | 4  | 11 | 52 | 34 | +18  | Primera ronda de la Liga Europea      |
| 5    | Bohemians              | 53   | 33 | 15 | 8  | 10 | 49 | 42 | +7   |                                       |
| 6    | Longford Town          | 25   | 33 | 6  | 7  | 20 | 27 | 71 | −44  |                                       |
| 7    | Derry City             | 35   | 33 | 9  | 8  | 16 | 32 | 42 | −10  |                                       |
| 8    | Bray Wanderers         | 33   | 33 | 9  | 6  | 18 | 27 | 51 | −24  |                                       |
| 9    | Sligo Rovers           | 31   | 33 | 7  | 10 | 16 | 39 | 55 | −16  |                                       |
| 10   | Galway United          | 31   | 33 | 9  | 4  | 20 | 35 | 56 | −21  |                                       |
| 11   | Limerick               | 29   | 33 | 7  | 8  | 18 | 46 | 73 | −27  | Promoción por la permanencia          |
| 12   | Drogheda United        | 28   | 33 | 7  | 7  | 19 | 32 | 62 | −30  | Descenso a FAI First Division 2016    |

Actualizado a los partidos jugados el 30 de octubre de 2015.
 Fuente: Soccerway
Notas:
1. ↑  Tras ganar la Copa de Irlanda, el Dundalk obtiene una plaza para participar en la Liga Europa 2016-17, pero, al encontrarse este equipo clasificado a través de su posición de Liga para disputar la Liga de Campeones, la plaza obtenida a través de la Copa recae sobre el cuarto clasificado.

## Playoffs ascenso-descenso
| 2 de noviembre de 2015 | Limerick    | 1:0 (1:0) | Finn Harps | Markets Field, Limerick |                        |
|                        | - Kelly 34' | Reporte   |            | Árbitro(s): Rob Rogers  | Árbitro(s): Rob Rogers |

| 6 de noviembre de 2015 | Finn Harps                    | 2:0 (1:0) (t. s.) | Limerick | Finn Park, Ballybofey                                   |                                                         |
|                        | - Funston 34' - BJ Banda 117' | Reporte           |          | Asistencia: 3.200 espectadores Árbitro(s): Derek Tomney | Asistencia: 3.200 espectadores Árbitro(s): Derek Tomney |

## Máximos goleadores
| Rank | Jugador               | Club                   | Goles |
| ---- | --------------------- | ---------------------- | ----- |
| 1    | Richie Towell         | Dundalk                | 23    |
| 2    | Jake Keegan           | Galway United          | 12    |
| 2    | Enda Curran           | Galway United          | 12    |
| 4    | Michael Drennan       | Shamrock Rovers        | 11    |
| 4    | Christopher Forrester | St. Patrick's Athletic | 11    |
| 4    | Karl Sheppard         | Cork City              | 11    |
| 4    | David McMillan        | Dundalk                | 11    |
| 4    | Vinnie Faherty        | Limerick               | 11    |
| 9    | Brandon Miele         | Shamrock Rovers        | 10    |
| 9    | Daniel Corcoran       | Sligo Rovers           | 10    |